# Semaeopus didymitoca
Semaeopus didymitoca là một loài bướm đêm trong họ Geometridae.